# Fay-lès-Marcilly
Fay-lès-Marcilly è un comune francese di 108 abitanti situato nel dipartimento dell'Aube nella regione del Grand Est.

## Società

### Evoluzione demografica
Abitanti censiti